# Markiezaatskade

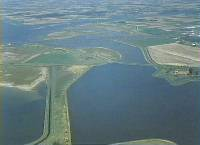

Die Markiezaatskade ist ein  über vier  Kilometer langer Damm zwischen Zuid-Beveland und der Molenplaat, die vor Bergen op Zoom liegt und das Markiezaat abschließt. Er wurde zwischen 1980 und 1983 errichtet und ist Bestandteil des Deltaplans.
Er besteht von Norden nach Süden aus einem 1900 Meter langen niedrigen Abschnitt, danach folgt ein 800 Meter langer Steindamm, dem sich wieder ein 400 Meter langer niedriger Deich anschließt. Dann folgen ein 1100 Meter langer hoher Deich westlich der Molenplaat und ein Verbindungsdamm zur Südseite der Molenplaat. Der Bau hatte zwei Ziele: Einerseits sollte er die Schließung des Oesterdams vereinfachen und außerdem eine zu hohe Strömungsgeschwindigkeit im Schelde-Rhein-Kanal verhindern. Während der Bauzeit wurde der Damm am 11. März 1982 durch einen Sturm beschädigt, was die Bauzeit verlängerte.

## Markiezaatsmeer
Hinter dem Deich ist das Markiezaatsmeer entstanden. Früher hieß dieses Gebiet: Het verdronken land van het Markiezaat van Bergen op Zoom und war lange Zeit Gezeitengebiet, in dem Nordsee und Schelde aufeinander trafen. Seit der Abdämmung des Kreekrak 1868 war das Markiezaat Teil der Oosterschelde. Einige Jahre nach Abschluss der Deichbaumaßnahmen hat sich das Markiezaatsmeer in ein Süßwassergebiet verwandelt. Es ist nach dem Wattenmeer und dem IJsselmeer das drittgrößte Feuchtgebiet in den Niederlanden und zieht jährlich Hunderttausende von Zugvögeln an.